# Knipscherhof
Knipscherhof ist ein Weiler, der zur Stadt Lohmar im Rhein-Sieg-Kreis in Nordrhein-Westfalen gehört.

## Geographie
Knipscherhof liegt im Nordwesten Lohmars. Umliegende Ortschaften und Weiler sind Großhecken im Norden, Kleinhecken und Schiefelbusch im Nordosten, Dachskuhl im Osten, Gammersbach und Neuenhof im Südosten, Burg Schönrath im Süden, Rodderhof im Südwesten, Georgshof im Westen sowie Fußheide im Nordwesten.
Südöstlich von Knipscherhof entspringt ein namenloser orographisch rechter Nebenfluss des Gammersbach.

## Geschichte
1885 hatte Knipscherhof zwei Wohnhäuser mit 17 Bewohnern.
Bis 1969 gehörte Knipscherhof zu der bis dahin eigenständigen Gemeinde Scheiderhöhe.

## Verkehr
- Knipscherhof liegt östlich zur Kreisstraße 39.